# Neotachycines elegantipes
Neotachycines elegantipes är en insektsart som beskrevs av Sugimoto, M. och Ichikawa 2003. Neotachycines elegantipes ingår i släktet Neotachycines och familjen grottvårtbitare. Inga underarter finns listade i Catalogue of Life.